# Stolniceni (Edineț)
Stolniceni è un comune della Moldavia situato nel distretto di Edineț di 1.504 abitanti al censimento del 2004.